# 奧利韋 (堪薩斯州)
奧利韋（英語：Olivet）是一個位於美國堪薩斯州歐塞奇縣的城市。

## 地方資料
根據2020年美國人口普查的數據，奧利韋的面積為0.65平方千米，當中陸地面積為0.65平方千米，而水域面積為0.00平方千米。當地共有人口73人，而人口密度為每平方千米112.31人。